# Cratere Cajori
Cajori è un cratere lunare di 74,65 km situato nella parte sud-occidentale della faccia nascosta della Luna, a sud-ovest del cratere Von Kármán e ad est-sudest del cratere Chrétien.
Il bordo esterno del cratere è stato pesantemente danneggiato da impatti, lasciando un perimetro irregolare e con numerose interruzioni. Numerosi piccoli crateri sono visibili lungo il bordo; il maggiore è Cajori K, sul bordo sud-orientale. Il piano interno è stato danneggiato meno gravemente ed è marcato solo da pochi minuscoli crateri.
Il cratere è dedicato allo storico svizzero della matematica Florian Cajori.

## Crateri correlati
Alcuni crateri minori situati in prossimità di Cajori sono convenzionalmente identificati, sulle mappe lunari, attraverso una lettera associata al nome.
| Cajori | Coordinate             | Diametro (in km) |
| ------ | ---------------------- | ---------------- |
| K      | 49°17′24″S 169°37′12″E | 30,64            |